# Dimidiochromis dimidiatus
Dimidiochromis dimidiatus är en fiskart som först beskrevs av Günther, 1864.  Dimidiochromis dimidiatus ingår i släktet Dimidiochromis och familjen Cichlidae. IUCN kategoriserar arten globalt som livskraftig. Inga underarter finns listade i Catalogue of Life.